# Charlotte Hartmann
 (avril 2024).
Si vous disposez d'ouvrages ou d'articles de référence ou si vous connaissez des sites web de qualité traitant du thème abordé ici, merci de compléter l'article en donnant les références utiles à sa vérifiabilité et en les liant à la section « Notes et références ».
Charlotte Hartmann, née le 21 mars 1910 est une reine de beauté, actrice et modèle allemande.

## Élection Miss Allemagne et Miss Europe
Charlotte Hartmann est élue Miss Allemagne à Berlin en janvier 1933, quelques jours avant la prise du pouvoir par les nazis.
Le gouvernement interdit ce concours qu'il considère « décadence judéo-bolchevique » et interdit à Charlotte Hartmann de participer au concours Miss Europe. Elle se rend secrètement à Paris, y rejoint les 14 Miss et elles font le voyage ensemble jusqu'à Madrid. L'élection a lieu le 27 mai 1933. À l'exception de la gagnante, Tatiana Mazlov, Miss Russie, il n'y a pas de classement.

## Suite de sa carrière
Charlotte Hartmann devient modèle de photographes.
Elle tourne dans trois films :
- 1936 : Tante Clémentine [4]
- 1937 : Des cœurs forts (Starke Herzen)[4]
- 1937 : Le Tombeau hindou (Das indische Grabmal)[5]